# 高晓笛
高晓笛（1955年—），汉族，中华人民共和国政治人物、第十一届全国政协委员。
担任四川省残联副主席、成都画院专职画家、一级美术师。2008年，当选第十一届全国政协委员，代表社会福利和社会保障界，分入第四十八组。2018年1月，当选第十三届全国政协委员。